# Rutesheim
Rutesheim – miasto w Niemczech, w kraju związkowym Badenia-Wirtembergia, w rejencji Stuttgart, w regionie Stuttgart, w powiecie Böblingen. Leży w Heckengäu, ok. 17 km na północ od Böblingen, przy autostradzie A8.

## Historia
Miejscowość po raz pierwszy wzmiankowana jest w dokumentach klasztoru Lorsch z 767.
Rząd Badenii-Wirtembergii 22 stycznia 2008 postanowił nadać gminie prawa miejskie, które to miasto oficjalnie przyjęło 1 lipca 2008.

## Współpraca
Miejscowości partnerskie:
- Perosa Argentina, Włochy
- Saalburg-Ebersdorf, Turyngia
- Scheibbs, Austria